# 塩沢隆平
塩沢隆平（塩澤隆平、しおざわりゅうへい、1897年（明治30年）～1977年（昭和52年））　日本の教育者

## 経歴
1897年（明治30年）長野県小県郡中塩田村保野（現上田市）生まれ。　1915年（大正4年）上田中学校を経て長野県師範学校本科を卒業、長野市後町小学校へ赴任、上田市小学校、小県郡和小学校、長野市城山小学校、上田市小学校（部長）、上田中央小学校（教頭）和小学校（校長）長野師範付属小学校（主席訓導）、長野市城山小学校（校長）を歴任。1947年（昭和22年）上田市立第二中学校校長（在任9年）。この間に上田小県校長会長（9年）、長野県中学校長会長（2年）を歴任し長野県教育委員会より教育功労者として表彰される。1947年（昭和22年）小県上田教育会長。1956年（昭和31年）4月～1958年（昭和33年）6月　信濃教育会主事　1959年（昭和34年）上田私立学校準備研究会会員・実行委員として上田市立学校設立発起人に名を連ねる。1959年（昭和34年）11月～1963年（昭和38年）3月学校法人上田学園理事。1960年（昭和35年）2月～1963年（昭和38年）3月上田城南高等学校初代学校長。1965年（昭和40年）12月日本教育推進連盟長野県支部長。1969年（昭和44年）11月　勲五等瑞宝章。 

## 教育会存続と新制中学教育課程制作
戦後の混乱期、各地で教員組合結成の動きが盛んとなった。上小地域においても1946年（昭和21年）に小県上田教員組合が結成され、既存の教員職能団体である教育会は解散して教員組合に一本化すべき、という議論が高まった。こうした中、1947年（昭和22年）に小県上田教育会長に選出された塩沢は、教育会と教育組合は目的が異なり、一本化は不適当だと主張した。その後、教育会は昭和22年（1947年）2月に軍政部の勧告があり両者共存ということになった。昭和29年（1954年）11月校長就任（昭和22年（1947年））と同時に制作が開始された新制中学校による自主的な教育課程（昭和28年（1958年）度完了、昭和29年（1959年）度から実施）が評価され、上田市立第二中学校が、「信毎教育技術賞」を受賞する。

## 上田城南（現上田西）高等学校初代校長として
1960年に開校した上田城南高等学校では初代校長を務めた。開校式での塩沢の式辞をもとに、校訓が作られた。
『城南の教育19号』「創建当時の事」（昭和62年3月31日発行）に原泰道が次のように上田城南高校校長としての塩沢を振り返っている。「初代校長は塩沢隆平先生で、教育に情熱を燃やした人格者であった。何事も率先垂範して学校づくりに当たった。教師も生徒も全校一丸となって、教室や廊下のフローリングの床板を、ビールビンの底でゴシゴシとこすって磨いた。（中略）又教師は人を教えるのには自分の教養を高めよ、という校長のモットーのもとに、お互いに切磋琢磨し自己の向上を目指した。」